# Frits Helmuth
Frits Helmuth, född 3 juli 1931, död 12 december 2004, var en dansk skådespelare. Han var son till revyartisten Osvald Helmuth och far till Mikael Helmuth och Pusle Helmuth.

## Filmografi (urval)
- 1975 – Fru Inger til Østråt
- 1988 – Postmästarfrun från Hörby (TV)
- 1993 – Det forsømte forår
- 1994 – Frihetens skugga (TV-serie)
- 2000 – Blinkande lyktor

## Teater

### Roller (ej komplett)
| År   | Roll         | Produktion                     | Regi                  | Teater                    |
| ---- | ------------ | ------------------------------ | --------------------- | ------------------------- |
| 1992 | Edgar        | Dødsdansen August Strindberg   | Staffan Valdemar Holm | Privat Teatret, Köpenhamn |
| 1994 | Aksel Larsen | Magisk cirkel Per Olov Enquist | Peter Steen           | Privatteatret, Köpenhamn  |